# Танака, Хисакадзу
Хисакадзу Танака (яп. 田中 久一 Танака Хисакадзу, 16 марта 1889 — 27 марта 1947) — генерал Императорской армии Японии.
Родился в 1889 году в префектуре Хёго. В 1910 году закончил Рикугун сикан гакко, в 1918 — Рикугун дайгакко. В 1919—1920 годах занимал бюрократические должности в Генеральном штабе, в 1923—1924 был военным атташе в США. По возвращении в Японию продолжал занимать штабные должности, за исключением периода командования 1-м полком Императорской гвардии в 1935—1937. В конце 1937 года был произведён в генерал-майоры.
В 1938 году был начальником штаба Тайваньской армии. В 1930—1940 годах был комендантом военного училища в Тояме. Затем был произведён в генерал-лейтенанты, в 1940—1943 командовал 21-й дивизией, в 1943—1945 годах возглавлял 23-ю армию; параллельно с 16 декабря 1944 года возглавил оккупационную администрацию Гонконга.
После Второй мировой войны Хисакадзу Танака был арестован союзными оккупационными властями и в 1946 году предстал перед американским военным трибуналом в Шанхае по обвинению в незаконной казни военнопленных. Он был признан виновным и приговорён к смертной казни через повешение, однако после этого был передан в китайский военный трибунал, заседавший в Нанкине, по обвинению в военных преступлениях, совершённых в период его командования 23-й армией. Китайский трибунал также признал его виновным, и в 1947 году Хисакадзу Танака был расстрелян.

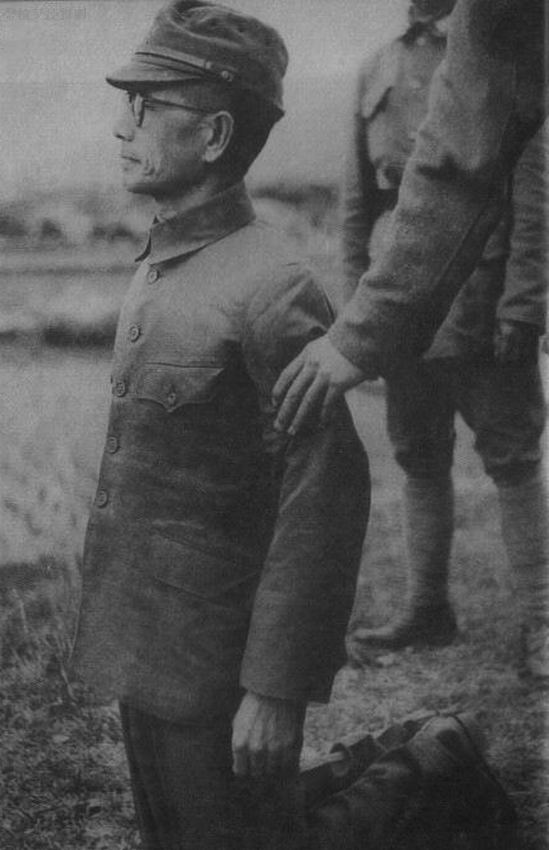
Генерал Танака перед расстрелом
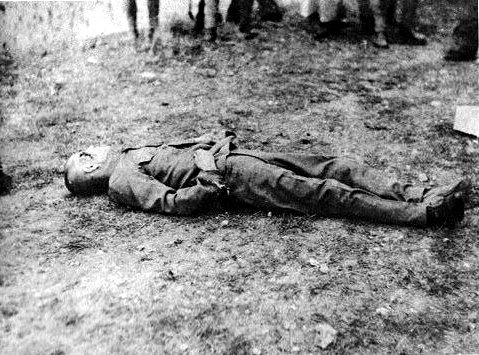
Тело генерала Танаки после расстрела